# Boz Burrell
Boz Burrell (født Raymond Burrell 1. august 1946 i Lincoln, Storbritannien – 21. september 2006) var basguitarist og kendt for sit arbejde i grupper som King Crimson og Bad Company.
Han kom med i King Crimson som sanger, og da gruppen havde brug for en bassist, lærte guitaristen Robert Fripp ham at spille bas, hvilket han blev ekspert til. I 1973 kom han med i Bad Company, hvor han spillede bas, og hvor han fik international succes, og han turnerede med gruppen helt frem til 1990'erne. De seneste år har han arbejdet sammen med Tam White.
Han døde efter et hjerteanfald i Spainen d. 21. september 2006 i en alder af 60 år.